# 寺田屋遭難
寺田屋遭難（てらだやそうなん）は、幕末の慶応2年1月23日（1866年3月9日）、京都の寺田屋に宿泊していた坂本龍馬と護衛役である長府藩士の三吉慎蔵が、伏見奉行の捕り方に襲撃された事件。寺田屋事件（てらだやじけん）、坂本龍馬襲撃事件（さかもとりょうましゅうげきじけん）ともいう。

## 経過
深夜の2時頃、龍馬らが宿泊していた寺田屋は、幕府伏見奉行の捕り方30人ほどに囲まれていた。いち早く気付いたお龍は、風呂から裸のまま裏階段を2階へ駆け上がり投宿していた龍馬らに危機を知らせた。捕り方は「肥後守（奉行）よりの上意」であるとして迫り、踏み込まれた龍馬らは「（奉行の権限の及ばない）薩摩藩士である」との嘘を主張したが、簡単に見破られた。龍馬は高杉晋作からもらった拳銃で、三吉は手槍を用いて防戦。捕り方2名を射殺、数名を殺傷した。しかし拳銃を持つ手を捕り方が刀で払おうとして、龍馬は手の親指（左右）を負傷。装弾ができなくなったと言うので、三吉が必死に槍で応戦する間に、お龍が裏木戸の漬物槽をどかし、辛くも裏木戸から家屋を脱出して路地を走り、材木屋に隠れた。三吉は責任を感じて切腹しようとしたが、龍馬に止められて伏見薩摩藩邸に救援を求めに行くように依頼された。薩摩藩邸にいた留守居役大山彦八は藩士3名をつれて川船を出して救出に向かい、龍馬は九死に一生を得ることができた。すぐに京都の西郷隆盛のもとに報告が行き、吉井幸輔が早馬で伏見に来て事情を調べ、西郷は軍医を派遣して治療に当たらせると共に藩邸で警護させた。
翌日、薩摩藩邸は龍馬に対する伏見奉行からの引き渡し要求を受けたが、拒否した。龍馬はその後、伏見の藩邸から京の藩邸（二本松）に移ったが、また伏見の藩邸に戻り、大阪から船で鹿児島に脱出した。そのしばらくの間は西郷隆盛の斡旋により薩摩領内に湯治などをしながら潜伏する。
なお、この事件に新撰組が関わったとの説もあったが、伏見奉行の林忠交が「肥後守」であったことから、同じ官位の京都守護職松平肥後守容保と誤認されて、それにより配下の新撰組の関与が連想されたものであった。現在は間違いであるとされるが、訂正されていない古い書籍やそれをもとにしたものには新撰組が登場する。『三吉慎蔵日記抄』によると、両名は伏見で度々新撰組の検問を無事通過しており、嫌疑を受けていた様子はない。伏見奉行が動いた理由は「薩摩藩士を騙る不逞浪人が寺田屋にいる」ということだったようである。

### 事件の影響
箱館戦争後に投降した元京都見廻組今井信郎は、刑部省口書において自らの近江屋事件への関与を認めて、その襲撃動機を坂本龍馬が寺田屋遭難事件で捕り方を殺害して逃走したことを挙げ、「龍馬は殺人・逃亡犯であってこれに対する公務執行であった」と主張した。この供述には異論もあったが、明治政府は近江屋事件への関与も今井の罪の1つとして禁固刑の判決を出している。これが事実とすれば、寺田屋遭難でお龍は龍馬の命を救ったが、結局はこの騒動が彼の命を奪ったことになる。